# サッカーJ+
サッカーJ+（サッカージェイプラス）は、かつてエンターブレインから発行されていた、不定期刊行のサッカー専門誌である。

## 概要
一般誌では取り上げることの少ないJリーグ、JFL、地域リーグ、なでしこリーグという国内のサッカー情報に主眼を置き、「Jリーグをこよなく愛するサポーターのために」をモットーとしている。そのため、日本代表に関する記事が皆無であることが特徴となっている（日本代表は別冊の『サッカーN+』が扱っている）。
創刊号 (VOL.01) では、全国各地の書店で購入可能な「全国版」に加え、表紙と6ページ分がJ1・J2各30チーム（当時）の独自記事となっているホームタウン地域限定の「各チーム限定版（各チーム別特製ストラップ付き）」の合わせて31種類が発売された。また、VOL.02からVOL.05には「各チームSpecial Ver. 特製カレンダーポスター」が、VOL.06には「各チーム別J+特製ステッカー」が付いた冊子が一部の店舗で発売されたが、VOL.07以降付録はなくなった。2007年6月、VOL.08より月刊化。2007年9月、VOL.11を最後に不定期刊化。

## 歴史
| 発売年 | 発売月日 | 概要                          |
| ------ | -------- | ----------------------------- |
| 2005年 | 8月11日  | 創刊号発売（価格は500円）     |
| 2005年 | 11月18日 | VOL.02 発売                   |
| 2006年 | 3月2日   | VOL.03 発売                   |
| 2006年 | 5月31日  | VOL.04 発売（680円に値上げ）  |
| 2006年 | 8月31日  | VOL.05 発売                   |
| 2006年 | 11月17日 | VOL.06 発売                   |
| 2007年 | 2月23日  | VOL.07 発売                   |
| 2007年 | 6月15日  | VOL.08 発売（本号より月刊化） |
| 2007年 | 7月13日  | VOL.09 発売                   |
| 2007年 | 8月15日  | VOL.10 発売                   |
| 2007年 | 9月15日  | VOL.11 発売（以降不定期刊化） |

## 連載記事

### 目指せ復活（昇格） J1診療所
J1昇格を目指しているJ2クラブを徹底的に診断する。
- (VOL.01) ベガルタ仙台
- (VOL.02) コンサドーレ札幌
- (VOL.03) 柏レイソル
- (VOL.04) ヴィッセル神戸
- (VOL.05) 水戸ホーリーホック
- (VOL.06) モンテディオ山形
- (VOL.07) J2・2007年シーズン全チーム
- (VOL.08) セレッソ大阪
- (VOL.10) サガン鳥栖

### 宇都宮徹壱の股旅フットボール
宇都宮徹壱が地域リーグのクラブチームを訪ねて歩く。
- (VOL.01) グルージャ盛岡
- (VOL.02) V・ファーレン長崎
- (VOL.03) ファジアーノ岡山
- (VOL.04) ツエーゲン金沢
- (VOL.05) カマタマーレ讃岐
- (VOL.06) FC岐阜
- (VOL.07) 第30回全国地域リーグ決勝大会
- (VOL.08) FC Mi-O びわこ kusatsu
- (VOL.09) FC町田ゼルビア
- (VOL.11) ノルブリッツ北海道/とかちフェアスカイ

### スポンサー潜入記
エンターブレインの名物編集者だったライター・忍者増田によるスポンサー紹介。
- (VOL.01) はくばく / ヴァンフォーレ甲府
- (VOL.02) 平田牧場 / モンテディオ山形
- (VOL.03) ふくしまの米 (JA全農福島) / 横浜FC、川崎フロンターレ
- (VOL.04) ベイシア / ザスパ草津
- (VOL.05) 白い恋人 (石屋製菓) / コンサドーレ札幌
- (VOL.06) フジ / 愛媛FC
- (VOL.10) 産業能率大学 / 湘南ベルマーレ
- (VOL.11) ケーズデンキ / 水戸ホーリーホック

### JFLノンフィクションシリーズ 3rd Flight Football
JFLのチームにスポットをあてる。
- (VOL.01) 愛媛FC/FCホリコシ/栃木SC
- (VOL.02) ロッソ熊本/佐川急便東京SC
- (VOL.03) FC刈谷/横河武蔵野FC
- (VOL.04) YKK AP/アローズ北陸
- (VOL.05) 佐川急便大阪SC/Honda FC/栃木SC
- (VOL.06) 佐川急便大阪SC/佐川急便東京SC
- (VOL.07) 第9回JFL/JFL合同トライアウト
- (VOL.08) 流通経済大学サッカー部
- (VOL.10) 栃木SC

### Jおかあさんといっしょ♥
Jリーガーのお母さんを紹介する（「サッカーのおもちゃ箱」内のコーナー）。
- (VOL.01) 木場昌雄
- (VOL.02) 鄭容臺
- (VOL.03) 平松康平
- (VOL.04) 飯田諒
- (VOL.05) 川崎健太郎
- (VOL.06) 杉本恵太
- (VOL.07) 宇留野純
- (VOL.09) 朴康造

### その他
- J.LEAGUE RESULTS
- J+ リアルボイス
- INSIDE CLUB
- J 31 COLOR'S（Jリーグ各チームのページ）
- レフェリーさんの控え室（←教えて!レフリーさん）
- マスコットでゴーゴゴー（←マスコットでGO!GO!）
- 素朴な疑問をチョー解決!?
- 腹ペコ大王がいく!
- サッカーのおもちゃ箱
- なでしこ☆ぱらだいす（←満開!なでしこリーグ）
- Jリーガーの卵（高校生、ユースなどU-18世代の特集）
- サポダン（サポーター団体インタビュー）
- ラテンの国からの贈り物（藤原清美）
- バモ研（漫画・能田達規作）

## 連載終了記事

### 和希沙也のスタジアム行っちゃいました!
和希沙也によるスタジアム紹介。
- (VOL.01) 仙台スタジアム
- (VOL.02) 西京極総合運動公園陸上競技場兼球技場
- (VOL.04) 日立柏サッカー場
- (VOL.05) アルウィン
- (VOL.06) 三ツ沢公園球技場

### その他
- 佐伯日菜子のOFF THE PITCH
- オーストリア発 イビチャ・オシムの真実（2006年11月に書籍化）